# Lista de navios da Marinha Real Canadense que serviram na Segunda Guerra Mundial

Bandeira da Marinha Real Canadense utilizada em todos os navios da RCN na Segunda Guerra Mundial

A Marinha Real Canadense expandiu-se rápida e substancialmente durante a Segunda Guerra Mundial, com navios transferidos ou comprados da Marinha Real Britânica e da Marinha dos EUA e a construção de muitos navios no Canadá, como corvetas e fragatas. A marinha encerrou a guerra com a terceira maior frota naval do mundo e um alcance operacional que se estende ao Atlântico, Pacífico, Caribe e Mediterrâneo. A seguinte Lista de navios da Marinha Real Canadense da Segunda Guerra Mundial lista os principais navios de guerra de superfície e submarinos em serviço durante a guerra.

## Navios
| Porta aviões                    | Porta aviões                                 |
| ------------------------------- | -------------------------------------------- |
| HMS Nabob (D77)                 | Classe Ruler                                 |
| HMS Puncher (D79)               | Classe Ruler                                 |
| Cruzadores leves                |                                              |
| HMCS Uganda (C66) (HMCS Quebec) | Classe Crown Colony                          |
| HMCS Ontário (C53)              | Classe Minotaur                              |
| Cruzadores mercantes armados    |                                              |
| HMCS Prince David (F89)         | Classe Prince                                |
| HMCS Prince Henry (F70)         | Classe Prince                                |
| HMCS Prince Robert (F56)        | Classe Prince                                |
| Contratorpdeiros                |                                              |
| HMCS ''Saguenay'' (D79)         | Classe A                                     |
| HMCS Skeena (D59)               | Classe A                                     |
| HMCS Assiniboine (I18)          | Classe C                                     |
| HMCS Fraser (H48)               | Classe C                                     |
| HMCS Ottawa (H60)               | Classe C                                     |
| HMCS Restigouche (H00)          | Classe C                                     |
| HMCS St. Laurent (H83)          | Classe C                                     |
| HMCS Crescent (R16)             | Classe Cr                                    |
| HMCS Crusader (R20)             | Classe Cr                                    |
| HMCS Kootenay (H75)             | Classe D                                     |
| HMCS Margaree (H49)             | Classe D                                     |
| HMCS Gatineau (H61)             | Classe E                                     |
| HMCS Qu'Appelle (H69)           | Classe F                                     |
| HMCS Saskatchewan (H70)         | Classe F                                     |
| HMCS Ottawa (H31)               | Classe G                                     |
| HMCS Chaudière (H99)            | Classe H                                     |
| HMCS Annapolis (I04)            | Classe Wickes                                |
| HMCS Columbia (I49)             | Classe Wickes                                |
| HMCS Niagara (I57)              | Classe Wickes                                |
| HMCS St. Clair (I65)            | Classe Wickes                                |
| HMCS Buxton (H96)               | Classe Clemson                               |
| HMCS St. Croix (I81)            | Classe Clemson                               |
| HMCS St. Francis (I93)          | Classe Clemson                               |
| HMCS Athabaskan (G07)           | Classe Tribal                                |
| HMCS Athabaskan (R79)           | Classe Tribal                                |
| HMCS Cayuga (R04)               | Classe Tribal                                |
| HMCS Haida (G63)                | Classe Tribal                                |
| HMCS Huron (G24)                | Classe Tribal                                |
| HMCS Iroquois (G89)             | Classe Tribal                                |
| HMCS Micmac (R10)               | Classe Tribal                                |
| HMCS Nootka (R96)               | Classe Tribal                                |
| HMCS Algonquin (R17)            | Classe V                                     |
| HMCS Sioux (R64)                | Classe V                                     |
| HMS Caldwell (I20)              | Classe Town                                  |
| HMS Chelsea (I35)               | Classe Town                                  |
| HMS Georgetown (I40)            | Classe Town                                  |
| HMCS Hamilton (I24)             | Classe Town                                  |
| HMS Leamington (G19)            | Classe Town                                  |
| HMS Mansfield (G76)             | Classe Town                                  |
| HMS Montgomery (G95)            | Classe Town                                  |
| HMS Richmond (G88)              | Classe Town                                  |
| HMS Roxborough (I07)            | Classe Town                                  |
| HMS Salisbury (I52)             | Classe Town                                  |
| Fragatas                        |                                              |
| HMCS Annan (K404)               | Classe River                                 |
| HMCS Antigonish (K661)          | Classe River                                 |
| HMCS Beacon Hill (K407)         | Classe River                                 |
| HMCS Buckingham (K685)          | Classe River                                 |
| HMCS Cap de la Madeleine (K663) | Classe River                                 |
| HMCS Cape Breton (K350)         | Classe River                                 |
| HMCS Capilano (K409)            | Classe River                                 |
| HMCS Carlplace (K664)           | Classe River                                 |
| HMCS Charlottetown              | Classe River                                 |
| HMCS Chebogue (K317)            | Classe River                                 |
| HMCS Coaticook (K410)           | Classe River                                 |
| HMCS Eastview (K665)            | Classe River                                 |
| HMCS Ettrick (K254)             | Classe River                                 |
| HMCS Fort Erie (K670)           | Classe River                                 |
| HMCS Glace Bay (K414)           | Classe River                                 |
| HMCS Grou (K518)                | Classe River                                 |
| HMCS Hallowell (K666)           | Classe River                                 |
| HMCS Inch Arran (K667)          | Classe River                                 |
| HMCS Joliette (K418)            | Classe River                                 |
| HMCS Jonquiere (K318)           | Classe River                                 |
| HMCS Kirkland Lake (K337)       | Classe River                                 |
| HMCS Kokanee (K419)             | Classe River                                 |
| HMCS La Hulloise (K668)         | Classe River                                 |
| HMCS Lanark (K669)              | Classe River                                 |
| HMCS Lasalle (K519)             | Classe River                                 |
| HMCS Lauzon (K371)              | Classe River                                 |
| HMCS Levis (K400)               | Classe River                                 |
| HMCS Longueuil (K672)           | Classe River                                 |
| HMCS Magog (K673)               | Classe River                                 |
| HMCS Matane (K444)              | Classe River                                 |
| HMCS Meon (K269)                | Classe River                                 |
| HMCS Monnow (K441)              | Classe River                                 |
| HMCS Montreal (K319)            | Classe River                                 |
| HMCS Nene (K270)                | Classe River                                 |
| HMCS New Glasgow (K320)         | Classe River                                 |
| HMCS New Waterford (K321)       | Classe River                                 |
| HMCS Orkney (K448)              | Classe River                                 |
| HMCS Outremont (K322)           | Classe River                                 |
| HMCS Penetang (K676)            | Classe River                                 |
| HMCS Port Colborne (K326)       | Classe River                                 |
| HMCS Poundmaker (K675)          | Classe River                                 |
| HMCS Prestonian (K662)          | Classe River                                 |
| HMCS Prince Rupert (K324)       | Classe River                                 |
| HMCS Ribble (K525)              | Classe River                                 |
| HMCS Royal Mount (K677)         | Classe River                                 |
| HMCS Runnymede (K678)           | Classe River                                 |
| HMCS Sea Cliff (K344)           | Classe River                                 |
| HMCS Springhill (K323)          | Classe River                                 |
| HMCS St. Catharines (K325)      | Classe River                                 |
| HMCS Saint John (K456)          | Classe River                                 |
| HMCS St. Pierre (K680)          | Classe River                                 |
| HMCS St. Stephen (K454)         | Classe River                                 |
| HMCS Ste. Therese (K366)        | Classe River                                 |
| HMCS Stettler (K681)            | Classe River                                 |
| HMCS Stone Town (K531)          | Classe River                                 |
| HMCS Stormont (K327)            | Classe River                                 |
| HMCS Strathadam (K682)          | Classe River                                 |
| HMCS Sussexvale (K683)          | Classe River                                 |
| HMCS Swansea (K328)             | Classe River                                 |
| HMCS Teme (K458)                | Classe River                                 |
| HMCS Thetford Mines (K459)      | Classe River                                 |
| HMCS Toronto (K538)             | Classe River                                 |
| HMCS Valleyfield (K329)         | Classe River                                 |
| HMCS Victoriaville (K684)       | Classe River                                 |
| HMCS Waskesiu (K330)            | Classe River                                 |
| HMCS Wentworth (K331)           | Classe River                                 |
| HMCS Loch Achanalt (K424)       | Classe Loch                                  |
| HMCS Loch Alvie (K428)          | Classe Loch                                  |
| HMCS Loch Morlich (K517)        | Classe Loch                                  |
| Corvetas                        |                                              |
| HMCS Agassiz (K129)             | Classe Flower                                |
| HMCS Alberni (K103)             | Classe Flower                                |
| HMCS Algoma (K127)              | Classe Flower                                |
| HMCS Amherst (K148)             | Classe Flower                                |
| HMCS Arrowhead (K145)           | Classe Flower                                |
| HMCS Arvida (K113)              | Classe Flower                                |
| HMCS Asbestos (K358)            | Classe Flower                                |
| HMCS Atholl (K15)               | Classe Flower                                |
| HMCS Baddeck (K147)             | Classe Flower                                |
| HMCS Barrie (K138)              | Classe Flower                                |
| HMCS Battleford (K165)          | Classe Flower                                |
| HMCS Beauharnois (K540)         | Classe Flower                                |
| HMCS Belleville (K332)          | Classe Flower                                |
| HMCS Bittersweet (K182)         | Classe Flower                                |
| HMCS Brandon (K149)             | Classe Flower                                |
| HMCS Brantford (K218)           | Classe Flower                                |
| HMCS Buctouche (K179)           | Classe Flower                                |
| HMCS Calgary (K231)             | Classe Flower                                |
| HMCS Camrose (K154)             | Classe Flower                                |
| HMCS Chambly (K116)             | Classe Flower                                |
| HMCS Charlottetown (K244)       | Classe Flower                                |
| HMCS Chicoutimi (K156)          | Classe Flower                                |
| HMCS Chilliwack (K131)          | Classe Flower                                |
| HMCS Cobalt (K124)              | Classe Flower                                |
| HMCS Cobourg (K333)             | Classe Flower                                |
| HMCS Collingwood (K180)         | Classe Flower                                |
| HMCS Dauphin (K157)             | Classe Flower                                |
| HMCS Dawson (K104)              | Classe Flower                                |
| HMCS Drumheller (K167)          | Classe Flower                                |
| HMCS Dundas (K229)              | Classe Flower                                |
| HMCS Dunvegan (K177)            | Classe Flower                                |
| HMCS Edmundston (K106)          | Classe Flower                                |
| HMCS Eyebright (K150)           | Classe Flower                                |
| HMCS Fennel (K194)              | Classe Flower                                |
| HMCS Fergus (K686)              | Classe Flower                                |
| HMCS Forrest Hill (K486)        | Classe Flower                                |
| HMCS Fredericton (K245)         | Classe Flower                                |
| HMCS Frontenac (K335)           | Classe Flower                                |
| HMCS Galt (K163)                | Classe Flower                                |
| HMCS Giffard (K402)             | Classe Flower                                |
| HMCS Guelph (K687)              | Classe Flower                                |
| HMCS Halifax (K237)             | Classe Flower                                |
| HMCS Hawkesbury (K415)          | Classe Flower                                |
| HMCS Hepatica (K159)            | Classe Flower                                |
| HMCS Kamloops (K176)            | Classe Flower                                |
| HMCS Kamsack (K171)             | Classe Flower                                |
| HMCS Kenogami (K125)            | Classe Flower                                |
| HMCS Kitchener (K225)           | Classe Flower                                |
| HMCS La Malbaie (K273)          | Classe Flower                                |
| HMCS Lachute (K440)             | Classe Flower                                |
| HMCS Lethbridge (K160)          | Classe Flower                                |
| HMCS Levis (K115)               | Classe Flower                                |
| HMCS Lindsay (K338)             | Classe Flower                                |
| HMCS Long Branch (K487)         | Classe Flower                                |
| HMCS Louisburg (K143)           | Classe Flower                                |
| HMCS Louisburg (K401)           | Classe Flower                                |
| HMCS Lunenburg (K151)           | Classe Flower                                |
| HMCS Matapedia (K112)           | Classe Flower                                |
| HMCS Mayflower (K191)           | Classe Flower                                |
| HMCS Merrittonia (K688)         | Classe Flower                                |
| HMCS Midland (K220)             | Classe Flower                                |
| HMCS Mimico (K485)              | Classe Flower                                |
| HMCS Moncton (K139)             | Classe Flower                                |
| HMCS Moose Jaw (K164)           | Classe Flower                                |
| HMCS Morden (K170)              | Classe Flower                                |
| HMCS Nanaimo (K101)             | Classe Flower                                |
| HMCS Napanee (K118)             | Classe Flower                                |
| HMCS New Westminster (K228)     | Classe Flower                                |
| HMCS Norsyd (K520)              | Classe Flower                                |
| HMCS North Bay (K339)           | Classe Flower                                |
| HMCS Oakville (K178)            | Classe Flower                                |
| HMCS Orillia (K119)             | Classe Flower                                |
| HMCS Owen Sound (K340)          | Classe Flower                                |
| HMCS Parry Sound (K341)         | Classe Flower                                |
| HMCS Peterborough (K342)        | Classe Flower                                |
| HMCS Pictou (K146)              | Classe Flower                                |
| HMCS Port Arthur (K233)         | Classe Flower                                |
| HMCS Prescott (K161)            | Classe Flower                                |
| HMCS Quesnel (K133)             | Classe Flower                                |
| HMCS Regina (K234)              | Classe Flower                                |
| HMCS Rimouski (K121)            | Classe Flower                                |
| HMCS Rivière du Loup (K357)     | Classe Flower                                |
| HMCS Rosthern (K169)            | Classe Flower                                |
| HMCS St. Lambert (K343)         | Classe Flower                                |
| HMCS Sackville (K181)           | Classe Flower                                |
| HMCS Saskatoon (K158)           | Classe Flower                                |
| HMCS Shawinigan (K136)          | Classe Flower                                |
| HMCS Shediac (K110)             | Classe Flower                                |
| HMCS Sherbrooke (K152)          | Classe Flower                                |
| HMCS Smiths Falls (K345)        | Classe Flower                                |
| HMCS Snowberry (K166)           | Classe Flower                                |
| HMCS Sorel (K153)               | Classe Flower                                |
| HMCS Spikenard (K198)           | Classe Flower                                |
| HMCS Stellarton (K457)          | Classe Flower                                |
| HMCS Strathroy (K455)           | Classe Flower                                |
| HMCS Sudbury (K162)             | Classe Flower                                |
| HMCS Summerside (K141)          | Classe Flower                                |
| HMCS The Pas (K168)             | Classe Flower                                |
| HMCS Thorlock (K394)            | Classe Flower                                |
| HMCS Timmins (K223)             | Classe Flower                                |
| HMCS Trail (K174)               | Classe Flower                                |
| HMCS Trentonian (K368)          | Classe Flower                                |
| HMCS Trillium (K172)            | Classe Flower                                |
| HMCS Vancouver (K240)           | Classe Flower                                |
| HMCS Ville de Québec (K242)     | Classe Flower                                |
| HMCS Wetaskiwin (K175)          | Classe Flower                                |
| HMCS Weyburn (K173)             | Classe Flower                                |
| HMCS West York (K369)           | Classe Flower                                |
| HMCS Whitby (K346)              | Classe Flower                                |
| HMCS Windflower (K155)          | Classe Flower                                |
| HMCS Woodstock (K238)           | Classe Flower                                |
| HMCS Arnprior (K494)            | Classe Castle                                |
| HMCS Bowmanville (K493)         | Classe Castle                                |
| HMCS Copper Cliff (K495)        | Classe Castle                                |
| HMCS Hespeler (K489)            | Classe Castle                                |
| HMCS Humberstone (K497)         | Classe Castle                                |
| HMCS Huntsville (K499)          | Classe Castle                                |
| HMCS Kincardine (K490)          | Classe Castle                                |
| HMCS Leaside (K492)             | Classe Castle                                |
| HMCS Orangeville (K491)         | Classe Castle                                |
| HMCS Petrolia (K498)            | Classe Castle                                |
| HMCS St. Thomas (K488)          | Classe Castle                                |
| HMCS Tillsonburg (K496)         | Classe Castle                                |
| Navios de guerra de minas       |                                              |
| HMCS Border Cities (J344)       | Classe Argeline                              |
| HMCS Fort Frances (J396)        | Classe Argeline                              |
| HMCS Kapuskasing (J326)         | Classe Argeline                              |
| HMCS Middlesex (J328)           | Classe Argeline                              |
| HMCS New Liskeard (J397)        | Classe Argeline                              |
| HMCS Oshawa (J330)              | Classe Argeline                              |
| HMCS Portage (J331)             | Classe Argeline                              |
| HMCS Rockcliffe (J335)          | Classe Argeline                              |
| HMCS Sault Ste. Marie (J334)    | Classe Argeline                              |
| HMCS St. Boniface (J332)        | Classe Argeline                              |
| HMCS Wallaceburg (J336)         | Classe Argeline                              |
| HMCS Winnipeg (J337)            | Classe Argeline                              |
| HMCS Bayfield (J08)             | Classe Bangor                                |
| HMCS Bellechasse (J170)         | Classe Bangor                                |
| HMCS Blairmore (J314)           | Classe Bangor                                |
| HMCS Brockville (J270)          | Classe Bangor                                |
| HMCS Burlington (J250)          | Classe Bangor                                |
| HMCS Canso (J21)                | Classe Bangor                                |
| HMCS Caraquet (J38)             | Classe Bangor                                |
| HMCS Chedabucto (J168)          | Classe Bangor                                |
| HMCS Chignecto (J160)           | Classe Bangor                                |
| HMCS Clayoquot (J174)           | Classe Bangor                                |
| HMCS Courtenay (J262)           | Classe Bangor                                |
| HMCS Cowichan (J146)            | Classe Bangor                                |
| HMCS Digby (J267)               | Classe Bangor                                |
| HMCS Drummondville (J253)       | Classe Bangor                                |
| HMCS Esquimalt (J272)           | Classe Bangor                                |
| HMCS Fort William (J311)        | Classe Bangor                                |
| HMCS Gananoque (J259)           | Classe Bangor                                |
| HMCS Georgian (J144)            | Classe Bangor                                |
| HMCS Goderich (J260)            | Classe Bangor                                |
| HMCS Granby (J264)              | Classe Bangor                                |
| HMCS Grandmère (J258)           | Classe Bangor                                |
| HMCS Guysborough (J52)          | Classe Bangor                                |
| HMCS Ingonish (J69)             | Classe Bangor                                |
| HMCS Kelowna (J261)             | Classe Bangor                                |
| HMCS Kenora (J281)              | Classe Bangor                                |
| HMCS Kentville (J312)           | Classe Bangor                                |
| HMCS Lachine (J266)             | Classe Bangor                                |
| HMCS Lockeport (J100)           | Classe Bangor                                |
| HMCS Mahone (J159)              | Classe Bangor                                |
| HMCS Malpeque (J148)            | Classe Bangor                                |
| HMCS Medicine Hat (J256)        | Classe Bangor                                |
| HMCS Melville (J263)            | Classe Bangor                                |
| HMCS Milltown (J317)            | Classe Bangor                                |
| HMCS Minas (J165)               | Classe Bangor                                |
| HMCS Miramichi (J169)           | Classe Bangor                                |
| HMCS Mulgrave (J313)            | Classe Bangor                                |
| HMCS Nipigon (J154)             | Classe Bangor                                |
| HMCS Noranda (J265)             | Classe Bangor                                |
| HMCS Outarde (J161)             | Classe Bangor                                |
| HMCS Port Hope (J280)           | Classe Bangor                                |
| HMCS Quatsino (J152)            | Classe Bangor                                |
| HMCS Quinte (J166)              | Classe Bangor                                |
| HMCS Red Deer (J255)            | Classe Bangor                                |
| HMCS Sarnia (J309)              | Classe Bangor                                |
| HMCS Stratford (J310)           | Classe Bangor                                |
| HMCS Swift Current (J254)       | Classe Bangor                                |
| HMCS Thunder (J156)             | Classe Bangor                                |
| HMCS Transcona (J271)           | Classe Bangor                                |
| HMCS Trois-Rivières (J269)      | Classe Bangor                                |
| HMCS Truro (J268)               | Classe Bangor                                |
| HMCS Ungava (J149)              | Classe Bangor                                |
| HMCS Vegreville (J257)          | Classe Bangor                                |
| HMCS Wasaga (J162)              | Classe Bangor                                |
| HMCS Westmount (J318)           | Classe Bangor                                |
| HMCS Comox (J64)                | Classe Fundy                                 |
| HMCS Fundy (J88)                | Classe Fundy                                 |
| HMCS Gaspe (J94)                | Classe Fundy                                 |
| HMCS Nanoose (J35)              | Classe Fundy                                 |
| HMCS Alder Lake (J480)          | Classe Lake                                  |
| HMCS Ash Lake (J481)            | Classe Lake                                  |
| HMCS Beech Lake (J482)          | Classe Lake                                  |
| HMCS Birch Lake (J483)          | Classe Lake                                  |
| HMCS Cedar Lake (J484)          | Classe Lake                                  |
| HMCS Cherry Lake (J485)         | Classe Lake                                  |
| HMCS Fir Lake (J486)            | Classe Lake                                  |
| HMCS Hickory Lake (J487)        | Classe Lake                                  |
| HMCS Larch Lake (J488)          | Classe Lake                                  |
| HMCS Maple Lake (J489)          | Classe Lake                                  |
| HMCS Oak Lake (J490)            | Classe Lake                                  |
| HMCS Pine Lake (J491)           | Classe Lake                                  |
| HMCS Poplar Lake (J492)         | Classe Lake                                  |
| HMCS Spruce Lake (J493)         | Classe Lake                                  |
| HMCS Willow Lake (J495)         | Classe Lake                                  |
| HMCS Coquitlam (J364)           | Classe Llewellyn                             |
| HMCS Cranbrook (J372)           | Classe Llewellyn                             |
| HMCS Daerwood (J357)            | Classe Llewellyn                             |
| HMCS Kalamalka (J395)           | Classe Llewellyn                             |
| HMCS Lavallee (J371)            | Classe Llewellyn                             |
| HMCS Llewellyn (J278)           | Classe Llewellyn                             |
| HMCS Lloyd George (J279)        | Classe Llewellyn                             |
| HMCS Revelstoke (J373)          | Classe Llewellyn                             |
| HMCS Rossland (J358)            | Classe Llewellyn                             |
| HMCS St. Joseph (J359)          | Classe Llewellyn                             |
| Submarinos                      |                                              |
| HCMS U-190                      | U-boats alemães capturados e recomissionados |
| HCMS U-889                      | U-boats alemães capturados e recomissionados |
| Arrastões Armados               |                                              |
| HMCS Anticosti (T274)           | Classe Isles                                 |
| HMCS Baffin (T275)              | Classe Isles                                 |
| HMCS Cailiff (T276)             | Classe Isles                                 |
| HMCS Ironbound (T284)           | Classe Isles                                 |
| HMCS Liscomb (T285)             | Classe Isles                                 |
| HMCS Magdalen (T279)            | Classe Isles                                 |
| HMCS Manitoulin (T280)          | Classe Isles                                 |
| HMCS Miscou (T277)              | Classe Isles                                 |

## Ver Também
- Royal Canadian Navy